# Древнеегипетские погребальные обряды

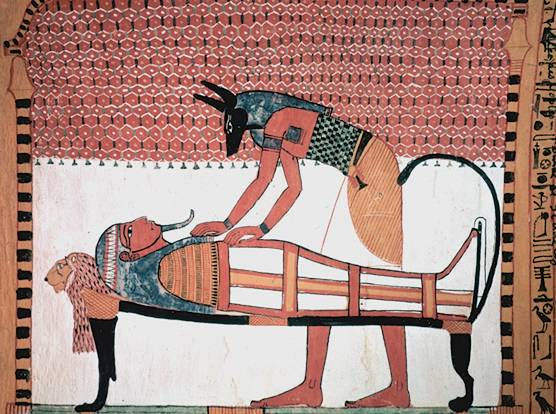
Анубис подготавливает мумию к погребению. Роспись на стене гробницы художника Сеннеджема

Древние египтяне создали ряд погребальных обычаев, которые, по их мнению, были необходимы для обеспечения бессмертия в дальнейшей загробной жизни. Эти ритуалы включают в себя мумификацию, отбор магических заклинаний и обеспечение могил всем необходимым для жизни в загробном мире. В процессе использовались наработанные в течение длительного времени старинные обычаи, которые то отвергались, то принимались вновь. Тем не менее, многие важные элементы сохранены. Несмотря на то, что некоторые специфичные детали изменились с течением времени, такие элементы, как подготовка тела, магические обряды и обеспечение гробниц всем необходимым составляли важную часть ритуала погребения.

## Погребальные ритуалы

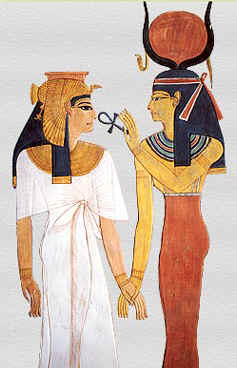
Хатхор вручает царице Нефертари Анх, символ вечной жизни. Сцена из гробницы QV66, XIII век (XIX династия)

Комната приготовлений, где проводилась мумификация, называлась Ibu или Ibu en Waab («навес очищения»). Из Ibu мумию затем переносили в помещение Wabet (от слова, означающего «чистота»), где проходило бальзамирование.
Сопровождение умершего в покойницкую погребального жреца «ути» с оснащением совершались в первый день после смерти. Тело помещали в ящик продолговатой формы – саркофаг. Саркофаг несли к берегу, а оттуда везли на корабле в зал, где подготовлялись ларцы с подношениями, сосуды для очищения, масла, сандалии из белого льна, жертвенные продукты, а также принадлежности для бальзамирования и тесло. Ритуал просветления зачитывался жрецом. Затем труп бальзамировали и готовили к погребению. Эти процедуры совершались в долинном храме, ближе к заупокойному храму и в нем самом. Важнейшим было соблюдать ритуальную чистоту, для чего необходимо омовение рук и ног, а также определенные одеяния. Подходящей считалась прохладная вода близ Элефантины. Совершалось очищение умершего.
Ах (просветленный образ умершего) был обозначением мертвого. Соответствующим ритуалом было предохранение тела от разложения. Он был достоянием Анубиса, передавшего его впоследствии своему заместителю, особому жрецу, зачитывавшему изречения «просветления». Мертвый становился просветленным, не подверженным тлению, враждебным силам.
Внутренние органы содержали много воды, и необходимо было удалить воду. Внутренние органы помещались в специальные сосуды священным числом четыре. Особо важным было сохранить сердце, оно было для египтян средоточием разума. Внутрь помещали свертки льна, пропитанные натроном.
Тело обмывали и натирали особыми составами, содержавшими, в том числе, смолистые вещества. Тело находилось в бальзамировочной в течение 70 дней. Впоследствии это стали связывать с заходом звезд.
Прикасаясь к устам теслом, произносили формулы «отверзания уст»: «Я укрепляю тебе твои разделенные челюсти» (Pyr. 30a). Это действие позволяло умершему говорить и принимать пищу в загробном мире.
Затем следовал ритуал сопровождения. Ладья с саркофагом совершала путешествие по святым местам. Посещению подлежали Саис, Пэ, Гелиополь, Деп, Гермополь и другие священные города. По прибытии к месту процессию встречали много людей.
Наконец, ладья подходила ближе к месту погребения, и два красных быка проносили саркофаг по пустыне к месту погребения. Через большие ворота проходила похоронная процессия в сопровождении жреца, декламировавшего слова ритуала просветления. В знак почитания жрец воскурял ладан, процессию сопровождала музыка и гарем.
Тело помещалось в гробницу, и с момента, как тело внесено, пирамида или гробница становились недоступными. Заупокойные службы, жертвы и поминовения совершались в храме близ места погребения.
Для сохранения воспоминания, и поддержания загробной жизни необходимо было изображение, а также имя. Особо важным было отделить царя, поскольку он считался богом. Для мертвого записывались в гробнице соответствующие рекомендации, позволяющие пройти к просветленным богам. Древнейшие из них связаны с формулой защиты m rn-k. 
В погребении нужно было позаботиться о сохранении головы. В гробнице помещали резервную голову из камня. Тому же служат и подголовник древнего египтянина, ставший амулетом. Голова ориентировалась на запад, затем при преобладании культа Ра, на восток.
Первоначально изображения могли находиться только в наземных помещениях, но не в погребальных камерах. Древние египтяне полагали, что изображения относятся к мертвым, и это означает, что в камеру их что-то не пускает, их Ка могли выйти из изображений. Чтобы они были безопасными, иероглифы повреждали. 

Назначались жертвоприношения статуям, а также заупокойный культ. Статуям также совершали ритуал «отверзания уст». Их культы назначались еще до смерти увековеченных. К гробнице прикреплялось навсегда хозяйство культа, которое обеспечивало жертвоприношения. Совершалась очистительная процедура заупокойной жертвы. Перед могильным холмом стелилась циновка, на нее ставили хлеб и брызгали водой. В праздничные дни умершему могли принести праздничный пирог. Семейные застолья, вместе с ритуалом жертвоприношения покойному, всегда занимали особое место в египетской гробнице.

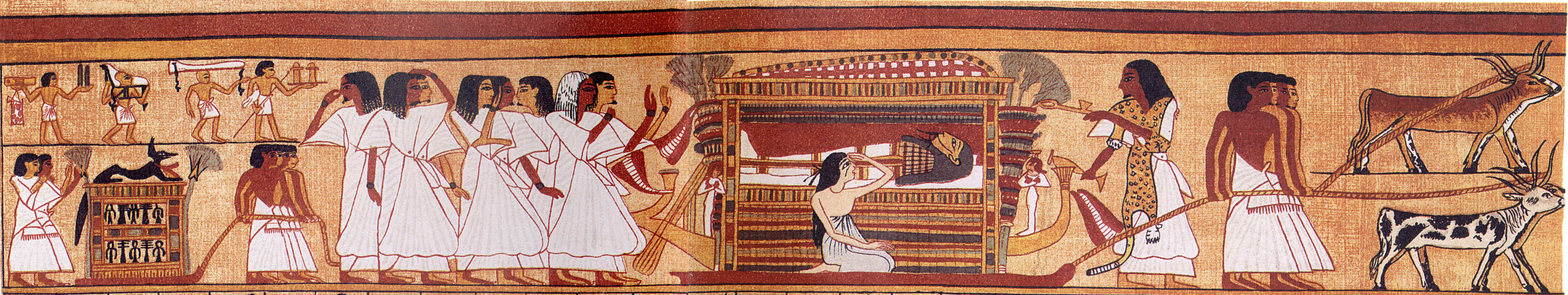
Погребальная процессия. Факсимиле Книги мёртвых писца Ани (ок. 1250 год до н. э.)

Древнейшими записями царского заупокойного ритуала являются Тексты Пирамид.

## Заупокойные тексты

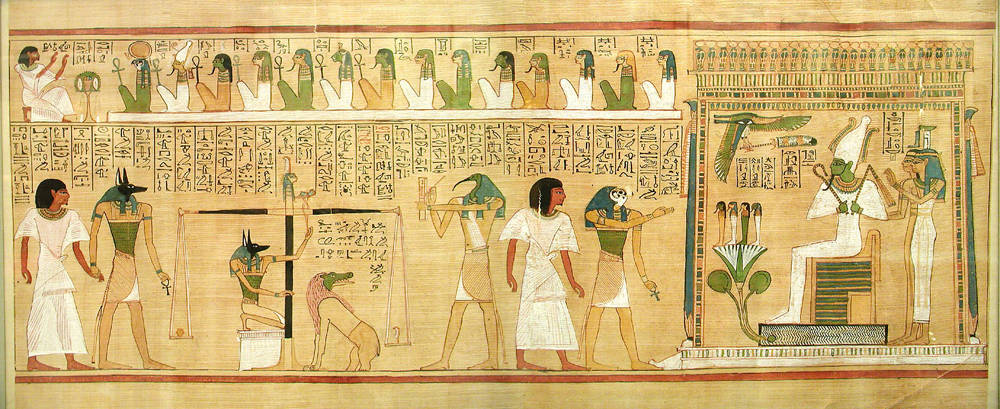
Отрывок «Книги мёртвых» из папируса Хунефера.

Многие мумии были оснащены заупокойной литературой, которую умершие забирали с собой в загробный мир. В большинстве своём заупокойная литература состояла из списка инструкций и заклинаний, служащих своего рода путеводителем по загробному миру. Во времена Древнего Царства только фараон имел возможность пользоваться подобной литературой, более известной как Тексты пирамид. Тексты пирамид представляют собой набор заклинаний, обеспечивающих воскрешение и защиту фараона от различного рода враждебных сил, обитающих в загробном мире. Фараон Унис был одним из первых, кто использовал этот набор заклинаний. У него, как и у некоторых последующих фараонов, заклинания высечены на стенах внутри пирамид. Эти тексты были индивидуально подобраны для него из большого банка заклинаний.

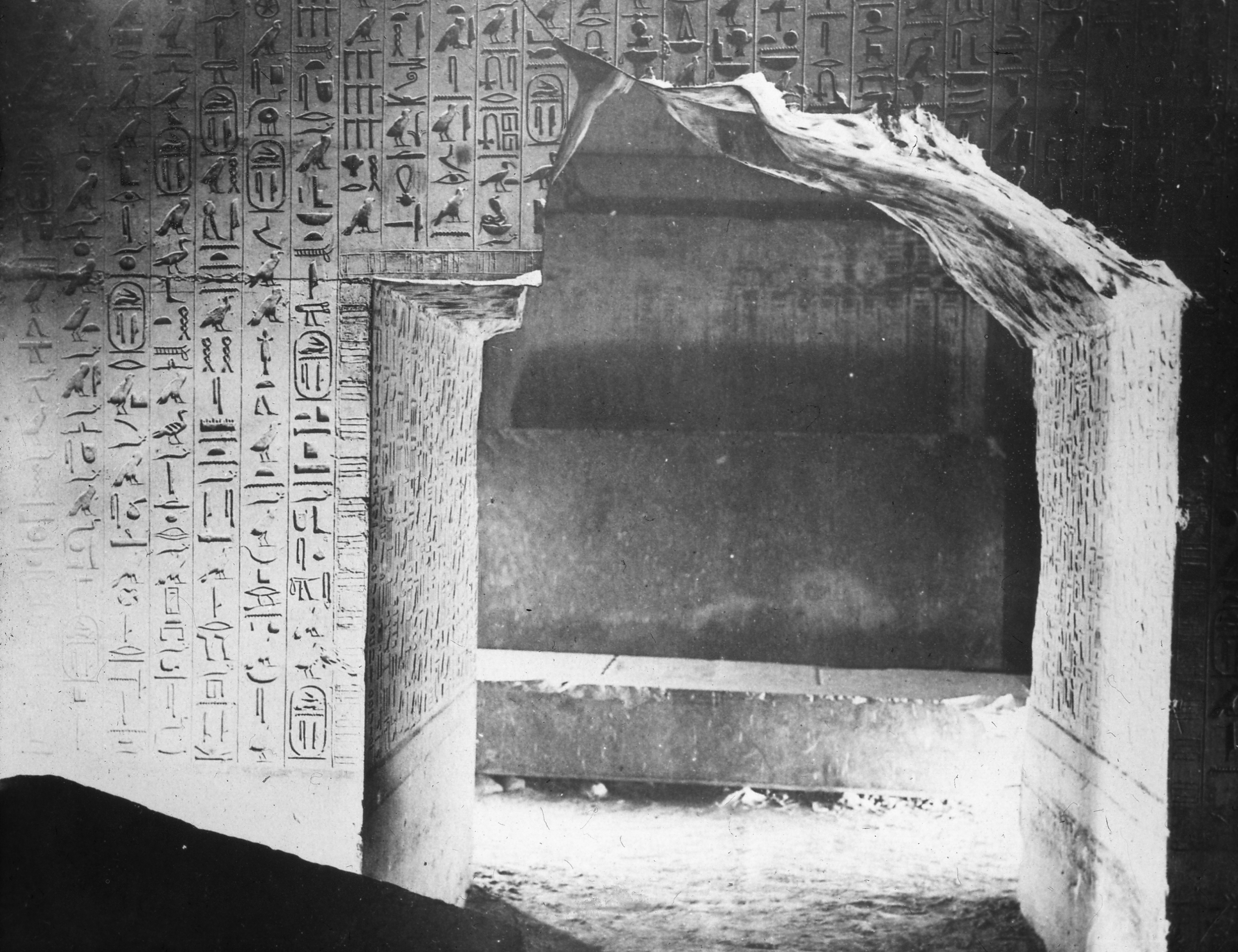
Тексты пирамид в пирамиде Униса.

В Первый переходный период и во времена Среднего царства некоторые заклинания Текстов пирамид стали находить на поверхности саркофагов, в погребальных камерах высокопоставленных лиц. Таким образом, постепенно стала развиваться традиция записи заклинаний на внутренней и внешней поверхностях саркофагов. Тексты и заклинания, записанные на поверхности саркофагов, стали называться Текстами саркофагов. В этот период заупокойная литература впервые стала доступна лицам, не имеющим царского происхождения. Несмотря на то, что многие заклинания были перенесены из более ранних текстов, в Текстах саркофагов стали появляться дополнительные заклинания, которые претерпели незначительные изменения и были адаптированы для лиц нецарского происхождения.
Во времена Нового царства Тексты саркофагов стали записывать на погребальных папирусах, которые получили название Книга мёртвых. Подобные книги мёртвых продолжали создаваться вплоть до Позднего периода. Каждый из этих текстов был индивидуально составлен для умершего, хотя степень различия в них была не существенной. Если человек был достаточно богат, то за дополнительную плату он мог заказать себе свой вариант текста, который включал бы в себя те заклинания, которые ему больше хотелось видеть. Если же финансовое положение человека не позволяло ему совершить покупку персональной Книги мёртвых, то он мог купить более дешёвую, стандартную версию, в которой были оставлены пустые места для имени умершего.

## Погребальная утварь

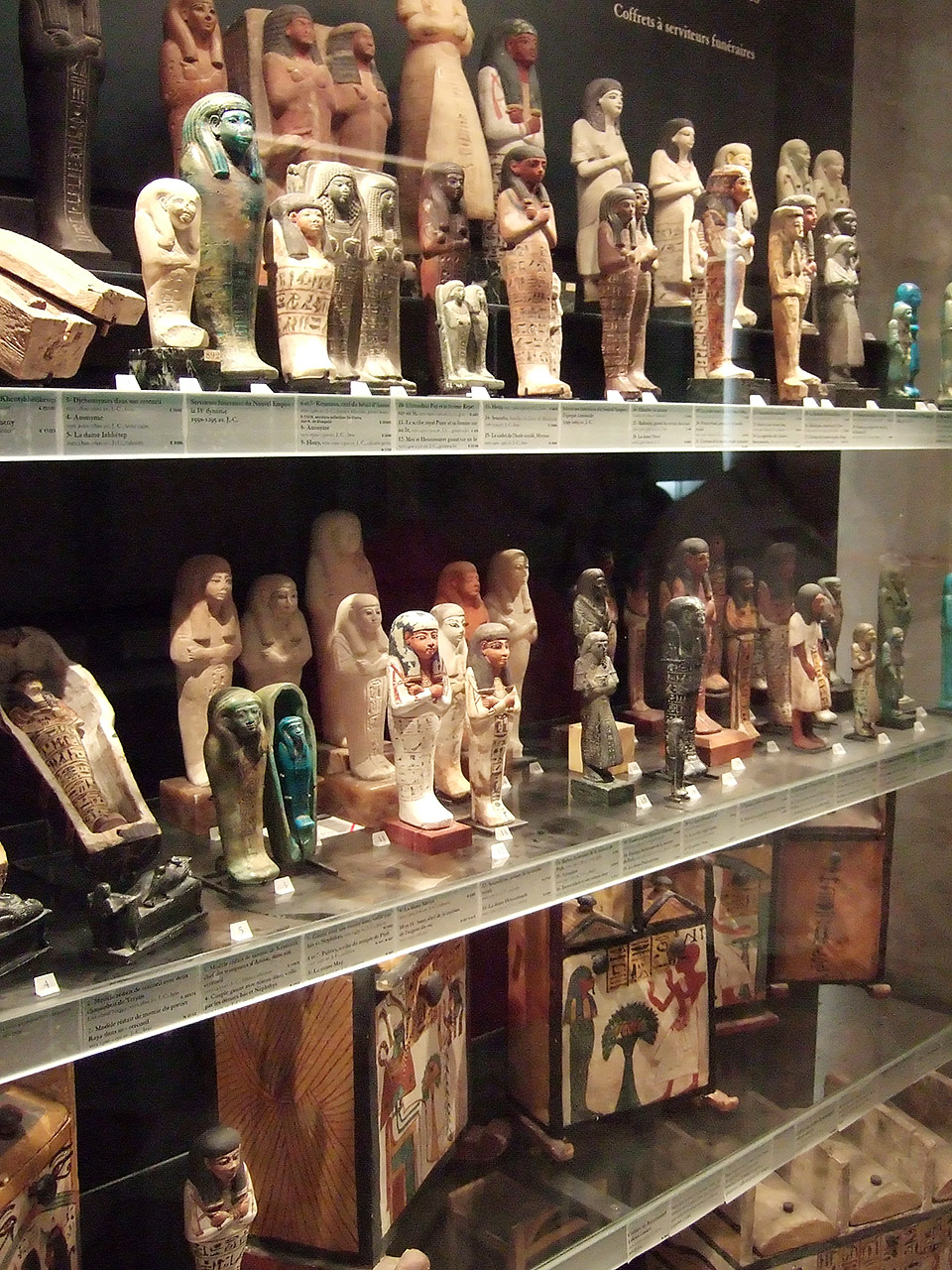
Разнообразные ушебти, Лувр.

С древнейших времён истории Египта, простые египтяне хоронили умерших с различного рода предметами обихода, так как они могли пригодиться им после смерти. Это была кухонная утварь, керамические изделия, каменные сосуды, различные предметы быта и пища. Более богатые египтяне могли себе позволить быть похороненными с мебелью, ювелирными изделиями и другими ценными вещами, поэтому их гробницы разграблялись и опустошались на протяжении всей истории Египта.
Согласно обычаям, появившимся в период Древнего царства, богатые граждане хоронили умерших в деревянных или каменных саркофагах. Количество погребальной утвари в них было мало. Чаще всего встречались наборы медных инструментов и некоторые виды ваз. Деревянная погребальная утварь стала преобладать во времена Первого переходного периода. На этих деревянных изделиях часто изображались сюжеты из повседневной жизни умерших, что подразумевало продолжение подобной деятельности и после смерти. Саркофаги имели стандартную прямоугольную форму. Поверхность саркофагов была ярко раскрашена и на ней часто изображалась надпись в виде Формулы подношения. В этот период предметы повседневного быта встречались редко в гробницах. В конце Среднего царства в гробницах египтян стали появляться такие погребальные объекты, как ушебти и скарабеи. В этот же период в могилах снова стали появляться предметы повседневного быта, включая магические амулеты, использовавшиеся ещё при жизни для защиты умершего.

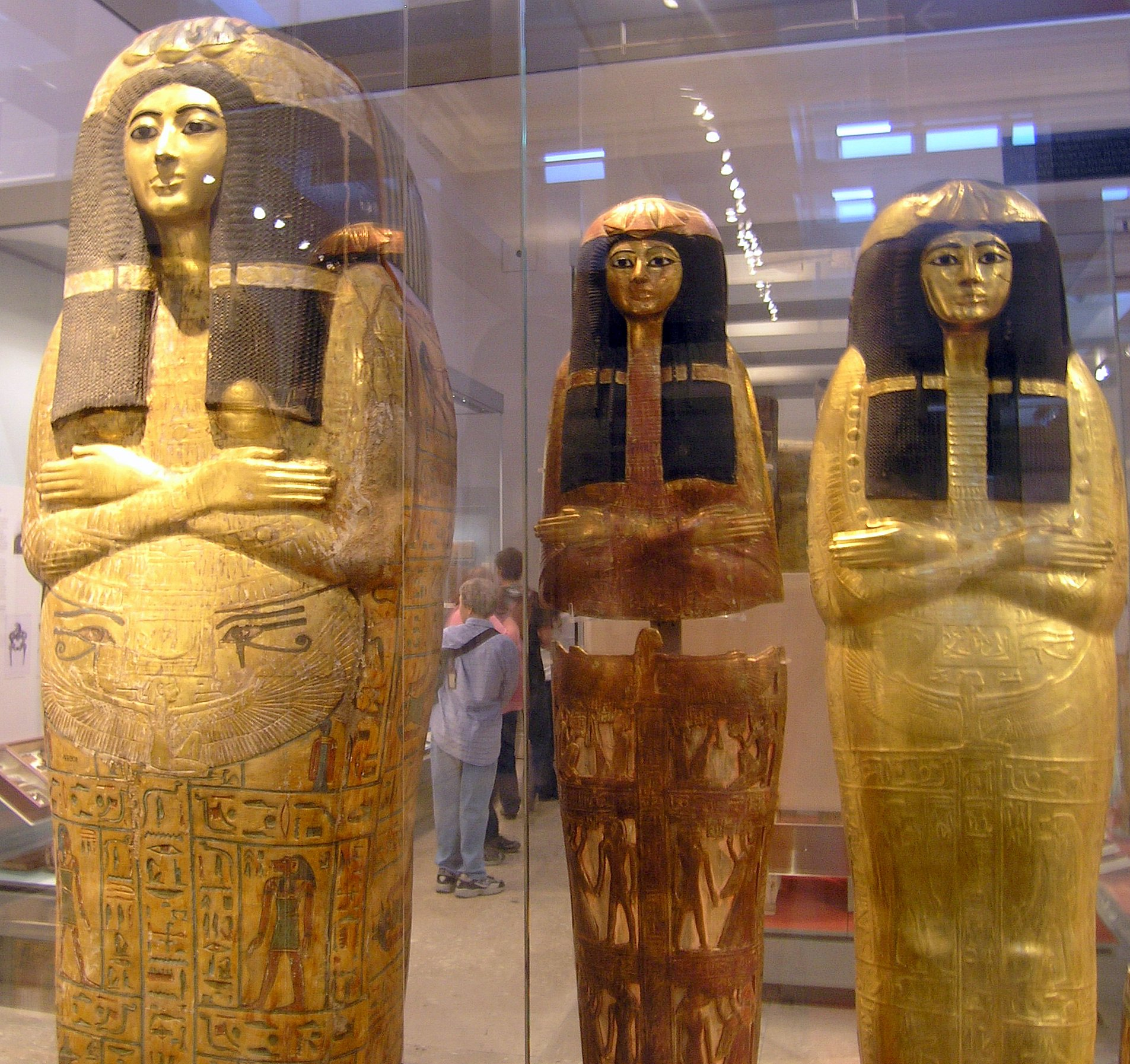
Антропоморфные саркофаги фиванской жрицы Хенутмехит, Британский музей.

С началом Нового царства некоторые древние обычаи постепенно изменились. Например, саркофаги были в основном антропоморфной формы. Умершим клали хотя бы одну статуэтку ушебти, так как египтяне верили, что в загробном мире она будет выполнять за них всю сложную работу. Гробницы богатых часто содержали вещи повседневного быта. В то время как в гробнице Рамсеса II и в гробницах всех последующих фараонов предметы из повседневной жизни стали постепенно исчезать. В этих гробницах всё чаще стали встречаться предметы и вещи, специально изготовленные для похорон. Кроме того, в захоронениях увеличилось количество статуэток ушебти, количество которых в отдельных гробницах достигало четырёхсот штук. Помимо статуэток ушебти умершего хоронили с большим количеством других магических фигурок, которые были призваны защитить умершего от различного рода напастей и зла в загробном мире. Несмотря на то, что виды и разнообразие погребальных объектов менялись на протяжении всей истории древнего Египта, их функциональное значение оставалось неизменным. Главной функцией всех погребальных объектов было обеспечение умершего всем необходимым в загробной жизни.
В некоторых древнеегипетских гробницах помимо обычной погребальной утвари встречались также и погребальные лодки. Лодки играли важную роль в религии египтян, так как они являлись основным средством передвижения богов как по небу, так и по преисподней. На одном из видов лодок, который египтяне использовали на похоронах, они совершали паломничество к святым местам Египта, таким как древний город Абидос. Одна из подобных лодок была найдена вблизи пирамиды Хеопса.

## История
Несмотря на то, что не сохранилось ни одного письменного источника Додинастического периода, учёные могут почерпнуть немало важной информации от сохранившихся тел древних египтян. Это стало возможным благодаря тому, что люди того времени не придерживались всеобщей практики кремации тел, а хоронили своих умерших. Почему они поступали именно так—неизвестно, но некоторые учёные полагают, что египтяне боялись, что мёртвые могут подняться из могил, если с ними плохо обращаться после смерти.

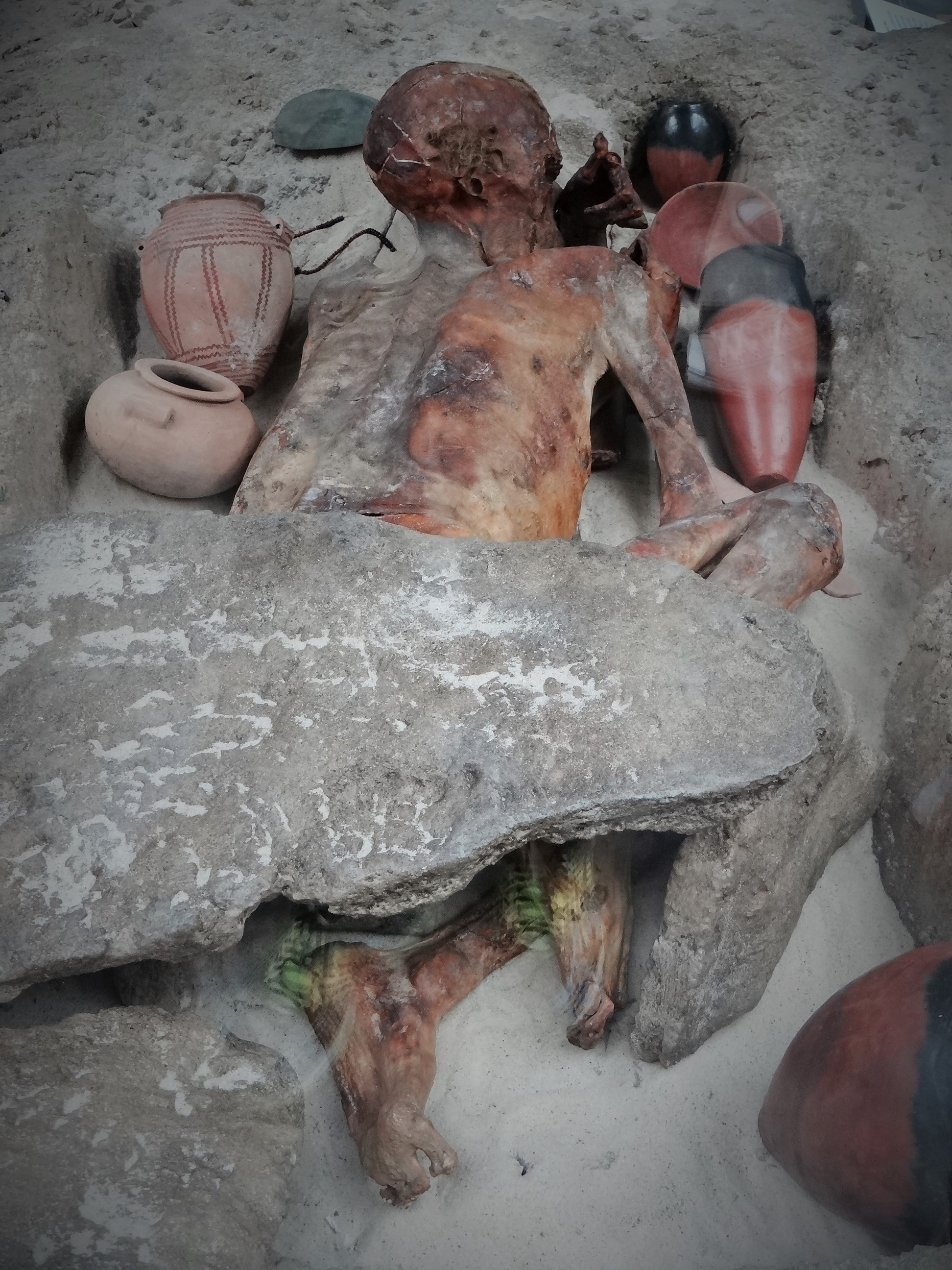
Гебелейнская мумия (ок. 3400 до н. э.), выставлена в Британском музее (EA 32751)

В более ранние эпохи умерших хоронили в простых овальных ямах с несколькими погребальными предметами, которые располагались вокруг них. Иногда встречаются групповые захоронения, в которых можно увидеть кости не только людей, но и животных. Со временем могилы стали более сложными, тела помещали сначала в плетёную корзину, а затем в деревянный или терракотовый саркофаг. В этих могилах содержались ювелирные изделия и острые наконечники.
Всё это наглядно показывает, что уже в те древние времена у людей была вера в загробную жизнь, хотя, согласно археологическим данным, шансов попасть туда у простого человека было немного. Это могло быть связано с тем, что для принятия в загробный мир требовались лишь те умершие, которые могли выполнять строго определённую функцию. Фараону позволено было входить в царство мёртвых, так как он играл важную роль в жизни людей, поэтому и от других людей так же требовалась важная жизненная роль, чтобы попасть туда.
В ранних царских гробницах были найдены останки людей, принесённых в жертву. Подобные находки лишь укрепили мнение археологов, что у каждого египтянина должна была быть важная функция после смерти. Возможно эти люди были призваны служить вечно своему царю. В дальнейшем необходимость в совершении человеческих жертвоприношений отпала вероятно по той причине, что фараоны нашли более красивую и гуманную альтернативу в виде магических фигурок и настенных росписей с заклинаниями. Некоторые из этих фигурок были созданы похожими на определённых людей, чтобы они могли и после смерти следовать за фараоном.
Как низший, так и средний класс египтян, вынужден был полагаться на милость фараона, чтобы попасть в загробный мир. Египтяне верили, что когда умирал фараон, он становился божеством, которое могло даровать каждому право на загробную жизнь. Подобная вера укоренилась у египтян в Додинастический период и продержалась вплоть до Древнего царства. В дальнейшем, право на загробную жизнь мог получить каждый, у кого были деньги.